# Encarnación
Encarnación je město na jihovýchodě Paraguaye. Nachází se 365 km jihovýchodně od hlavního paraguayského města Asunción, na břehu řeky Paraná, proti argentinskému městu Posadas. Encarnación je hlavním městem departementu Itapúa. V roce 2011 zde žilo 118 000 obyvatel.
Řeka Paraná je v této oblasti státní hranicí mezi Paraguayí a Argentinou, a města Encarnación a Posadas leží na jejím břehu přímo proti sobě. Přes Paraná je spojuje most San Roque Gonzáles de Santa Cruz.

## Historie
Město bylo založeno jezuity v roce 1615. Větší význam získalo město až v roce 1913, kdy zde byla vystavěna železnice. V roce 1957 se město stalo sídlem římskokatolické diecéze.
V dnešní době je město rozděleno na dvě hlavní části; na staré město, které se nachází podél břehu řeky Paraná a na modernější obchodní čtvrť. Kvůli zdejšímu mírnému klimatu je městu přezdíváno „Perla jihu“.

## Demografie
Většina z dnešních obyvatel jsou potomci španělských osadníků, ale žijí zde i německé, ukrajinské, japonské, korejské, arabské, novozélandské, čínské a polské menšiny.

## Zajímavosti
- Encarnación je místem narození paraguayského diktátora z let 1954-1989, Alfreda Stroessnera.
- Encarnación je také hlavním karnevalovým centrem Paraguaye, kde se každoročně konají oslavy podobné těm brazilským.
- V roce 1914 odešel z Čech (Náchoda) syn Jana Karla Hraše (1840-1907) Jan Hraše, který si změnil jméno na Juan Carlos Hrase von Bargen. Jeho vnuk stejného jména byl v osmdesátých letech 20. století velvyslancem Paraguaye v Japonsku. V roce 1989 zastupoval Paraguay na pohřbu Japonského císaře Hirohita. V Encarnaciónu je po něm pojmenovaná škola.